# Silimir
Silimir – legendarny władca południowosłowiański, syn Swewlada II. Będąc poganinem nie wykazywał tendencji do prześladowań innych (w tym szczególnie chrześcijan - wszedł z nimi nawet w układ, na mocy którego ci zostali jego trybutariuszami). Panował 21 lat, pozostawiając po sobie syna i następcę Bladina.